# 弗雷斯诺德萨亚戈
弗雷斯诺德萨亚戈（西班牙語：Fresno de Sayago）是西班牙卡斯蒂利亚-莱昂萨莫拉省的一个市镇。总面积65平方公里，总人口250人（2001年），人口密度4人/平方公里。